# Trémont, Maine-et-Loire
Trémont är en kommun i departementet Maine-et-Loire i regionen Pays de la Loire i nordvästra Frankrike. Kommunen ligger i kantonen Vihiers som tillhör arrondissementet Saumur. År 2018 hade Trémont 359 invånare.

## Befolkningsutveckling
Antalet invånare i kommunen Trémont
| Referens: INSEE |